# Казе дел Медико-Тороне (Л'Аквила)
Казе дел Медико-Тороне (итал. Case del Medico-Torrone) је насеље у Италији у округу Л'Аквила, региону Абруцо.
Према процени из 2011. у насељу је живело 301 становника. Насеље се налази на надморској висини од 437 м.